# Kia Soul
Kia Soul — мини-SUV фирмы Kia Motors. Серийная модель была впервые представлена на Парижском автосалоне осенью 2008 года. В модельном ряду Kia автомобиль располагается между Kia cee’d и Kia Sportage. Продажи в Южной Корее начались в ноябре 2008 года, в Европе — в феврале 2009 года, в США в апреле.
Нет единого мнения касательно класса автомобиля. Ближе всего Kia Soul подходит под описание мини-SUV. Ближайшие конкуренты Kia Soul — это Nissan Note, Ford Fusion, Suzuki SX4 и Mitsubishi ASX (в моноприводной версии). Soul при своей малой длине обладает длинной колёсной базой. Объём багажника составляет — 222 литров (с учётом подпольной ниши — 340 литров), со сложенными сиденьями — 700 литров.

## Первое поколение
Первое поколение Kia Soul было представлено на выставке Mondial de l’Automobile осенью 2008 года. Производство автомобиля на основе трёх исследований 2008 года Soul Burner, Soul Diva и Soul Searcher началось в ноябре 2008 года в Южной Корее; Выпуск на рынок Европы состоялся в феврале 2009 года, а в США — в апреле 2009 года. Благодаря относительно короткой внешней длине, длинной колесной базе и большой высоте автомобиль вмещает пять человек. Объём багажного отделения составляет 340 литров при обычном расположении сидений и 570 литров при сложенном заднем многоместном сиденье.
В Европе предлагались автомобили с бензиновым и дизельным моторами: 77 кВт/105 л. с. (бензин или дизель), 93 кВт/126 л. с. (бензин), 66 кВт/90 л. с. (дизель), 94 кВт/128 л. с. (дизель). Все двигатели (передний привод) на основе двигателей Kia cee’d, имеют четыре цилиндра, 16 клапанов и два верхних распредвала в сочетании с механической и автоматической коробками передач. В США и на некоторых не Европейских рынках также предлагался 2,0-литровый бензиновый двигатель, который летом 2011 года был заменен более новой конструкцией того же размера.

### Призы
- 18 мая 2009 года во Франкфурте-на-Майне присуждена награда «red dot»[2].
- KIA Soul одержал победу в 2009 г. по итогам ежегодного конкурса «Towcar of the Year», проводимого британским изданием Caravan Club, компактный городской кроссовер признан лучшим в классе автомобилем для буксировки прицепа в ценовой категории до £16 000. KIA Soul был отмечен журналом AutoWeek, который в своем выпуске от 7 сентября 2009 года назвал его одним из «10 лучших и самых безопасных молодёжных автомобилей»[источник не указан 1788 дней]
- 2010: Top Safety Pick 2010
- 2011: Top Safety Pick 2011

### Технические характеристики
| Обозначение                             | 1.6 CVVT                              | 1.6 GDI                               | 2.0 CVVT                              | 2.0 CVVT                              | 1.6 CRDi                              |
| --------------------------------------- | ------------------------------------- | ------------------------------------- | ------------------------------------- | ------------------------------------- | ------------------------------------- |
| Период                                  | 02/2009-10/2011                       | 10/2011-03/2014                       | 02/2009-10/2011                       | 10/2011-03/2014                       | 02/2009-03/2014                       |
| Тип мотора                              | R4-бензин                             | R4-бензин                             | R4-бензин                             | R4-бензин                             | R4-дизель                             |
| Подготовка смеси                        | Коллекторный инжектор                 | Прямой инжектор                       | Коллекторный инжектор                 | Коллекторный инжектор                 | Common-Rail- инжектор                 |
| Турбонаддув                             | —                                     | —                                     | —                                     | —                                     | Турбонаддув                           |
| Рабочий объём                           | 1591 см³                              | 1591 см³                              | 1975 см³                              | 1999 см³                              | 1582 см³                              |
| Макс. мощность                          | 93 кВт (126 л. с.) при 6200/мин       | 103 кВт (140 л. с.) при 6300/мин      | 105 кВт (143 л. с.) при 6000/мин      | 121 кВт (164 л. с.) при 6500/мин      | 94 кВт (128 л. с.) при 4000/мин       |
| Макс. момент силы                       | 154 Н⋅м при 4200/мин                  | 166 Н⋅м при 4850/мин                  | 184 Н⋅м при 4500/мин                  | 201 Н⋅м при 4800/мин                  | 260 Н⋅м при 1900—2750/мин             |
| Привод                                  | передний                              | передний                              | передний                              | передний                              | передний                              |
| Трансмиссия (опция)                     | механич. 5-ступ. (автоматич. 4-ступ.) | механич. 6-ступ. (автоматич. 6-ступ.) | механич. 6-ступ. (автоматич. 6-ступ.) | механич. 6-ступ. (автоматич. 6-ступ.) | механич. 6-ступ. (автоматич. 6-ступ.) |
| Макс. скорость                          | 177 км/ч (155—162 км/ч)               | 180 км/ч (180 км/ч)                   |                                       |                                       | 180 км/ч (177 км/ч)                   |
| Ускорение, 0-100 км/ч                   | 11,0 с (11,5 с)                       | 10,4 с (10,9 с)                       |                                       |                                       | 10,7 с (11,7 с)                       |
| Расход топлива на 100 км, смешаный цикл | 6,5 л (7,2 л)                         | 6,4 л (7,2 л)                         | 7,8 л (7,8 л)                         | 6,9 л (6,9 л)                         | 4,9 л (5,9 л)                         |
| Эмиссия CO2 (смешаный цикл)             | 154 г/км (167 г/км)                   | 149 г/км (168 г/км)                   |                                       |                                       | 129 г/км (155 г/км)                   |
| Норма выхлопа                           | Euro 5                                | Euro 5                                |                                       |                                       | Euro 5                                |

## Второе поколение
Весной 2014 года было запущено второе поколение Kia Soul. Автомобиль немного вырос в габаритах, высота осталась примерно такой же.

### Kia Soul EV
Модель Kia Soul EV — электрический автомобиль. Первые прототипы были испытаны в 2013 году. В ноябре 2013 года было объявлено о производстве модели Soul EV, продажи которой в США начались в 2014 году. Модель также доступна в Европе с конца 2014 года.
Электромотор развивает мощность 81 кВт (110 л. с.) и крутящий момент 285 Нм. Разгоняется от 0 до 100 км/ч за 11,7 секунды и развивает максимальную скорость 145 км/ч. Литий-ионный полимерный аккумулятор в Soul EV основан на разработке Samsung и Kia и имеет емкость 27 кВтч. Максимальная дальность Kia Soul EV составляет 212 км. Плотность энергии батареи, вес которой 277 кг, составляет 200 Втч/кг. Если времени мало, 80 % заряда можно зарядить за 33 минуты на станции быстрой зарядки мощностью 50 кВт. Кроме того, система рекуперативного торможения и тепловой насос используются для увеличения рабочего диапазона.

### Технические данные
| Обозначение                             | 1.6 GDI                         | 1.6 T-GDI                        | 1.6 CRDi                         | 1.6 CRDi                         | 2.0 GDI                         | EV                                   | EV                                   |
| --------------------------------------- | ------------------------------- | -------------------------------- | -------------------------------- | -------------------------------- | ------------------------------- | ------------------------------------ | ------------------------------------ |
| Период                                  | 03/2014-03/2019                 | 10/2016-03/2019                  | 03/2014-08/2018                  | 03/2014-08/2018                  | 2016-2019                       | 12/2014-06/2017                      | 06/2017-04/2019                      |
| Тип мотора                              | R4-бензин                       | R4-бензин                        | R4-дизель                        | R4-дизель                        | R4-бензин                       | электро                              | электро                              |
| Подготовка смеси                        | Прямой инжектор                 | Прямой инжектор                  | Common-Rail-инжектор             | Common-Rail-инжектор             | Прямой инжектор                 | —                                    | —                                    |
| Турбонаддув                             | —                               | Турбонаддув                      | Турбонаддув                      | Турбонаддув                      | —                               | —                                    | —                                    |
| Рабочий объём                           | 1591 см³                        | 1591 см³                         | 1582 см³                         | 1582 см³                         | 1999 см³                        | —                                    | —                                    |
| Макс. мощность                          | 97 кВт (132 л. с.) при 6300/мин | 150 кВт (204 л. с.) при 6000/мин | 100 кВт (136 л. с.) при 4000/мин | 100 кВт (136 л. с.) при 4000/мин | 110 кВт (150 л.с.) при 6200/мин | 81 кВт (110 л. с.) при 2730-8000/мин | 81 кВт (110 л. с.) при 2730-8000/мин |
| Макс. момент силы                       | 161 Н⋅м при 4850/мин            | 265 Н⋅м при 1500-4500/мин        | 260 Н⋅м при 1500-3000/мин        | 300 Н⋅м при 1750—2500/мин        | 192 Н⋅м при 4000/мин            | 285 Н⋅м при 0-2730/мин               | 285 Н⋅м при 0-2730/мин               |
| Привод                                  | передний                        | передний                         | передний                         | передний                         | передний                        | передний                             | передний                             |
| Трансмиссия                             | механич. 6-ступ.                | механич. 7-ступ.                 | механич. 6-ступ.                 | механич. 7-ступ.                 | автоматич. 6-ступ.              | редуктор                             | редуктор                             |
| Макс. скорость                          | 185 км/ч                        | 196 км/ч                         | 180 км/ч                         | 182 км/ч                         | 186 км/ч                        | 145 км/ч                             | 145 км/ч                             |
| Ускорение, 0-100 км/ч'                  | 11,0 ч                          | 7,8 с                            | 11,2 с                           | 11,1 с                           | 10,2                            | 11,7 с                               | 11,3 с                               |
| Расход топлива на 100 км, смешаный цикл | 6,8 л                           | 6,9 л                            | 4,8 л                            | 5,2 л                            | 8 л                             | 14,7 кВт                             | 14,3 кВт                             |
| Эмиссия CO2 (смешаный цикл)             | 153 г/км                        | 156 г/км                         | 128 г/км                         | 135 г/км                         | 188 г/км                        | 0 г/км                               | 0 г/км                               |
| Аккумулятор                             |                                 |                                  |                                  |                                  |                                 | 27 кВт                               | 30 кВт                               |
| Норма выхлопа                           | Euro 6                          | Euro 6                           | Euro 6                           | Euro 6                           | Euro 6                          |                                      |                                      |

## Третье поколение
Третье поколение Soul было представлено на автосалоне в Лос-Анджелесе в ноябре 2018 года. В Европе предлагается только с электродвигателем. Там он дебютировал на Женевском автосалоне в марте 2019 года и продается с апреля 2019 года.

### Технические данные
| Обозначение                 | Soul 1.6 MPI                 | Soul 2.0 MPI                  | Soul 1.6 T-GDI                | e-Soul 136                         | e-Soul 204                         |
| --------------------------- | ---------------------------- | ----------------------------- | ----------------------------- | ---------------------------------- | ---------------------------------- |
| Период                      | с 04/2019                    | с 04/2019                     | с 04/2019                     | с 04/2019                          | с 04/2019                          |
| Тип мотора                  | R4-бензин                    | R4-бензин                     | R4-бензин                     | электро                            | электро                            |
| Подготовка смеси            | Коллекторный инжектор        | Коллекторный инжектор         | прямой инжектор               | —                                  | —                                  |
| Турбонаддув                 | —                            | —                             | Турбонаддув                   | —                                  | —                                  |
| Рабочий объём               | 1591 см³                     | 1999 см³                      | 1591 см³                      | —                                  | —                                  |
| Макс. мощность              | 90 кВт (123 PS) при 6300/мин | 110 кВт (150 PS) при 6200/мин | 150 кВт (204 PS) при 6000/мин | 100 кВт (136 PS) при 2600-8000/мин | 150 кВт (204 PS) при 3800-8000/мин |
| Макс. момент силы           | 151 Н⋅м при 4850/мин         | 192 Н⋅м при 4000/мин          | 265 Н⋅м при 4500/мин          | 395 Н⋅м при 0-2400/мин             | 395 Н⋅м при 0-3600/мин             |
| Привод                      | передний                     | передний                      | передний                      | передний                           | передний                           |
| Трансмиссия                 | механич. 6-ступ.             | автоматич. 6-ступ.            | механич. 7-ступ.              | редуктор                           | редуктор                           |
| Макс. скорость              | 182 км/ч                     | 186 км/ч                      | 205 км/ч                      | 157 км/ч                           | 167 км/ч                           |
| Ускорение, 0-100 км/ч       | 11,2 с                       | 10,2 с                        | 7,8 с                         | 9,9 с                              | 7,9 с                              |
| Расход топлива на 100 км    | 7,2 л                        | 8,0 л                         | 6,9 л                         | 15,6 кВтч                          | 15,7 кВтч                          |
| Эмиссия CO2 (смешаный цикл) |                              |                               |                               | 0 г/км                             | 0 г/км                             |
| Аккумулятор                 | —                            | —                             | —                             | 39,2 кВтч                          | 64 кВтч                            |
| Дальность                   | —                            | —                             | —                             | 276 км                             | 452 км                             |
| Норма выхлопа               |                              |                               |                               | —                                  | —                                  |

## Производство в России
Автомобили Kia Soul для российского рынка собирали крупноузловым способом на заводе «Автотор» в Калининграде.
| Год  | Продано, шт. |
| ---- | ------------ |
| 2015 | 5980         |
| 2016 | 7334         |
| 2017 | 10652        |
| 2018 | 17017        |
| 2019 | 18520        |
| 2020 | 11884        |